# Falerística

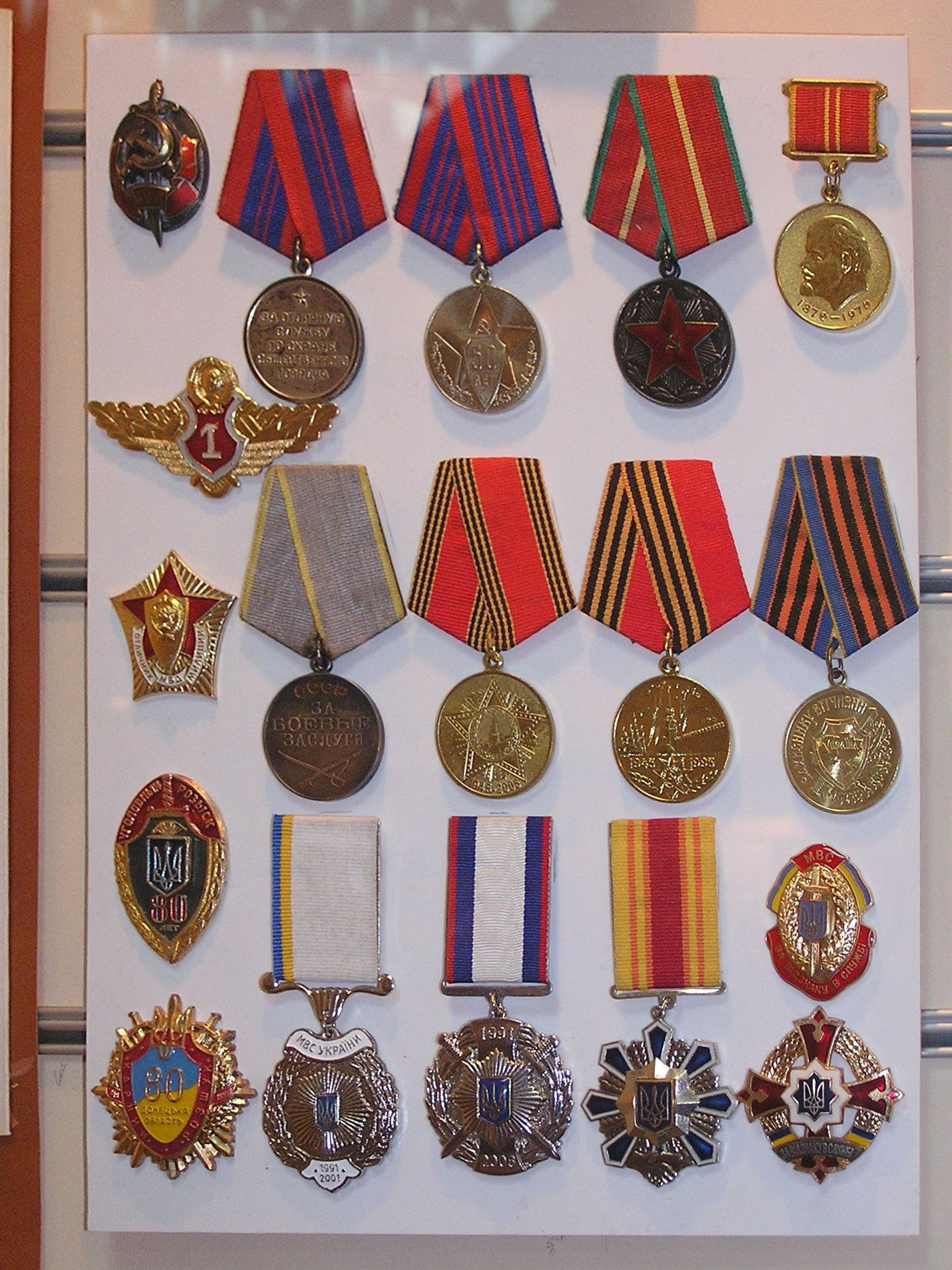
Medalhas soviéticas e ucranianas do Museu Histórico da Polícia de Donetsk.

A falerística é o estuda das insígnias das ordens, fraternidades e itens de premiação, como medalhas, barretas e outras condecorações. É considerada uma ciência auxiliar da história e parte da numismática.

## Etimologia
O termo falerística é originária do herói mitológico grego Falero (em grego:  Φάληρος, transl.: Phaleros), através do latim phalera - "heroísmo".

## Definição
O assunto inclui ordens de cavalaria (incluindo ordens militares), ordens de mérito e ordens fraternas . Estas podem, por sua vez, ser entidades oficiais, nacionais, estaduais ou civis, religiosas ou acadêmicas. O campo de estudo também compreende sistemas comparativos de honra e, portanto, em um sentido mais amplo, também história (história da arte), sociologia e antropologia.
Em termos de objetos, incluem-se itens de premiação, como medalhas e seus acessórios, barretas, distintivos, broches, documentação de certificado de premiação, etc., e a falerística também pode designar o campo de coleta de itens relacionados. Embora estabelecida como uma subdisciplina científica da história, a falerística costuma estudar ordens e condecorações "descoladas de seus corpos".
O rei George VI adorava o estudo da falerística, chegando ao ponto de supervisionar pessoalmente seus desenhos de uniformes e a colocação de barretas. Ele é conhecido por ter projetado algumas condecorações militares britânicas para a Marinha Real, além de desenhar as barretas de cada estrela de campanha da Segunda Guerra Mundial e a barreta da Medalha de Defesa.